# Lucanus angusticornis
Lucanus angusticornis es una especie de coleóptero de la familia Lucanidae.

## Distribución geográfica
Habita en Laos, Vietnam.